# Casa de la viuda de Antonio Ibancos
La Casa de la viuda de Antonio Ibancos es un edificio modernista del Ensanche Modernista en la ciudad española de Melilla  situado en la esquina que forman la plaza Menéndez Pelayo, 2 y la calle López Moreno, 2 y que forma parte del Conjunto Histórico Artístico de la Ciudad de Melilla, un Bien de Interés Cultural.

## Historia
Tras ser adjudicado el solar a Francisco Peso Urbano, esta levanta según proyecto del 5 de marzo de 1910 del técnico militar Francisco Carcaño Más examinadas por el ingeniero de la Junta de Arbitrios José de la Gándara el 2 de mayo 1910, levanta un edificio de planta baja y dos sobre esta, Carcaño proyecta una reforma, firmada el 4 de junio de 1912 que amplia el edificio  hacia el fondo, así cómo otra planta más con un costo de 36.760 ptas. 
Antonio Ibancos Llorca lo compra entre julio de 1918 y marzo de 1920, pero este muere (el funeral tuvo lugar el 7 de enero de 1921) y ante el informe del yerno y administrador de Ibancos, Bernardo Gil Pina , que indica que el edificio no era seguro, pues no se había construido bien y había que adecuarlo a las exigencias de su viuda, en agosto de 1923 Enrique Nieto firma un proyecto que suponía cambiar de lugar la escalera para asi, dar mayor amplitud a las habitaciones principales y reformar las fachadas, haciendo principal la de mayor amplitud, a la plaza de Menéndez Pelayo, con un costo de 30.870 pesetas llevado a cabo por el contratista Juan Sánchez Calleja. 
En 1924 el mismo Nieto proyecta dos viviendas en la azotea, retranqueadas de la línea de la fachada que se completan con otras dos del mismo arquitecto en mayo en 1940. En los años 50 era propiedad de Alfonso Martínez Lobato.
Su planta baja, desde mediados del siglo pasado está destinada a distintas actividades comerciales, entre ellas —desde la década de los setenta— la que regenta la firma «Muebles Mabel», por cuyo sobrenombre se conoce el edificio.

## Descripción
Es una obra representativa del modernismo ecléctico y académico, en la que se mezcla la composición lineal y equilibrada con la decoración floral. Su fachada principal, que da a la plaza Menéndez Pelayo, presenta una composición simétrica, donde destacan sus miradores centrales —que recorren las dos plantas superiores— con ornamentación floral en sus antepechos. 
En ambas fachadas, destacan los balcones, con bellos herrajes en el segundo piso, existiendo también en la primera de la calle López Moreno, (en la plaza Menéndez Pelayo era originalmente de balaustre). En las rejerías es patente la línea curva —llamada de «latiguillo»—, propia de la más pura decoración modernista, junto a las molduras florales sobre las ventanas. Todo ello sobre unos paramentos completamente almohadillados y una pilastra que en la altura del piso primero presenta la cartela que enmarca la autoría de Enrique Nieto, entre un festón y guirnaldas. 
El edificio, tras su última restauración, queda rematado por un parapeto liso que parte de una recia cornisa moldurada en su parte inferior.